# Ruaudin
 Ruaudin  es una población y comuna francesa, situada en la región de Países del Loira, departamento de Sarthe, en el distrito de Le Mans y cantón de Le Mans-Sud-Est.

## Demografía
| 1131 | 1290 | 1553 | 2047 | 2579 | 2862 |
| Para los censos de 1962 a 1999 la población legal corresponde a la población sin duplicidades (Fuente: INSEE [Consultar]) |      |      |      |      |      |

Forma parte de la aglomeración urbana de Le Mans.